# Artoer Marloejokov
Artoer Viktorovitsj Marloejokov (Russisch: Артур Викторович Марлужоков) (Sajdys Majminskogo (Altaj), 5 juli 1979) is een Russische zanger en acteur, afkomstig uit de deelrepubliek Altaj.

## Biografie
Marloejokov was van 1998 tot 2001 solist bij het Filharmonisch Orkest van Chakassië. Tussen 2002 en 2003 was hij acteur in het republikeinse poppentheater van Chakassië. Pas in 2008 voltooide Marloejokov zijn theateropleiding aan de Russische Academie van Theater in Moskou. Vervolgens werd hij een acteur van een muzikaal theater gericht tot kinderen. Hier werkte hij tot 2011.
In 2013 vertegenwoordigde hij zijn thuisrepubliek Altaj bij hun debuut op het Türkvizyonsongfestival. Dit deed Marloejokov met het nummer Altayym menin. Op 27 oktober 2014 werd Marloejokov  door Ezjer Jalbakov benoemd tot vice-minister van Cultuur in Altaj.
Marloejokov is ook actief als leraar. Sinds 2011 geeft hij les aan de Universiteit van Cultuur en Kunsten van Tsjoros-Gurskin.

## Prijzen
- Geëerd staatsartiest van Altaj (2006)
- Winnaar van het Internationale Aziëfestival (2006)
- Winnaar van de G.I. Tsjoros-Gurskinaward (2007)
- Geëerd staatsartiest van Chakassië (2008)

## Discografie

### Singles
| Jaar | Titel         | Vertaling  | Album |
| ---- | ------------- | ---------- | ----- |
| 2013 | Altayym menin | Mijn Altaj | -     |

## Filmografie
- Brillianty dlja Dzjuljetty (2005)
- Ja vernus (2008)
- Orda (2011)